# Боско, Анри
Анри́ Боско́ (фр. Henri Bosco; 16 ноября 1888, Авиньон — 4 мая 1976, Ницца) — французский писатель и поэт.

## Биография
Родился 16 ноября 1888 года в Авиньоне. В возрасте трёх лет переехал с родителями на хутор недалеко от города.
Учился в консерватории Авиньона (класс скрипки), параллельно посещал авиньонский лицей, где особенно преуспел в гуманитарных науках. В 1909 году окончил Университет Гренобля. В 1909—1912 годах преподавал итальянский язык во Французском институте во Флоренции. В последующие годы занимался классической филологией и исследованием древних рукописей, работал в Алжире, Египте, Югославии, Италии, Марокко и Швейцарии.
Во время Первой мировой войны участвовал в боевых действиях на Балканах: в Греции, Македонии, Сербии, Албании и Венгрии. Был ранен, проходил лечение в госпитале в Александрии, где занимался расшифровкой древних свитков.
Первый рассказ написал в возрасте семи лет (позже упомянут в книге «Малыш и река»). В 13 лет получил первую премию швейцарского журнала Renaissance за поэму «Звезда моря». Начинал как поэт, перерабатывая мотивы Данте и Петрарки. Поэтический период завершился в Неаполе, где он сотрудничал с журналом Feu. Позже перешёл к романтической прозе, которой остался верен до конца жизни.
С 1931 по 1955 год жил и работал в Марокко. В этот период глубоко заинтересовался суфийской духовной практикой, что отразилось в его прозе.
Умер 4 мая 1976 года в Ницце. Похоронен на кладбище Лурмарена.

## Награды и премии
- Премия Ренодо (1945)
- Премия послов (1949)
- Большая национальная литературная премия (1953)
- Большая литературная премия Французской академии (1968)
- Кавалер ордена Короны Италии
- Кавалер Креста за боевые заслуги
- Большая золотая медаль города Марсель
- Почётный гражданин Авиньона и Ниццы
- Четырежды номинировался на Нобелевскую премию[2].